# 小田豊二
小田 豊二（おだ とよじ、1945年 - 2025年）は、日本の文筆家、インタビュアー。

## 経歴
満洲国ハルビン市生まれ。早稲田大学第一政治経済学部経済学科卒業。出版社、デザイン事務所勤務後、井上ひさしの「こまつ座」創立に参加、機関誌「the座」編集長。
1992年より聞き書きの活動を始める。
2025年に死去。訃報は同年8月13日に発表された。

## 著書
- 『トライ ラグビーに賭けた青春』三一書房、1990
- 『「書く」ための「聞く」技術』サンマーク出版、2003
- 『フォートンの国 森との共生コミュニティを育むマンションづくりの軌跡』そしえて、2007
- 『気づく力気づかせる力 SEGの奇跡』土屋書店 (発売)、2008
- 『聞く技術・書く技術 「伝わる文章」のための』PHP研究所、2009
- 『笑って泣いて、ナミダ涙の大洪水!! にっぽん聞き書き41話』MOKU出版、2010

### 写真に文
- 『橋をわたると』篠山紀信撮影、カンタス・オーストラリア航空、1976
- 『いま世界の10代は 俺たちだって同じさ』橋口譲二写真、小学館、1983
- 『おじいさん 笠智衆写真集』小沢忠恭撮影、朝日新聞社、1992

### 聞き書き
- 長谷川恒男『生きぬくことは冒険だよ』長谷川昌美共編、集英社、1992　のち文庫
- 中村勘九郎『勘九郎芝居ばなし』落合高仁写真、朝日新聞社、1992
- 悠玄亭玉介『幇間の遺言』集英社、1995、のち文庫
- 圓定『袋中菴幻の花』寺島彰由写真、世界文化社、1997
- 三木のり平『のり平のパーッといきましょう』小学館、1999、のち文庫
- 佐野藤右衛門『櫻よ 「花見の作法」から「木のこころ」まで』集英社、2001、のち文庫
- 『どこかで誰かが見ていてくれる 日本一の斬られ役・福本清三』創美社、2001、のち集英社文庫
- 三浦宏『桶屋一代江戸を復元する』石崎幸治写真、筑摩書房、2002
- 松葉好市『聞き書き横濱物語 Yokohama story 1945-1965』ホーム社、2003
- 福本清三『おちおち死んでられまへん 斬られ役ハリウッドへ行く』創美社、2004、のち集英社文庫
- 『ともあれ、人生は美しい 昭和を生き抜いたジェリー藤尾の真実』創美社、2005
- 根来広光『みんな、野球が好きだった 聞き書き』ホーム社、2006
- 黒田長榮『秋月黒田藩第十四代城主』麗澤大学出版会、2008
- 柄本明『東京の俳優』集英社、2008
- 林兼正『聞き書き横濱中華街物語』ホーム社、2009
- 『人・夢・芸術 西田繁一の生き方・再確認』トウショウオウ編著、かまくら春秋社出版事業部、2009
- 三戸サツヱ『サルたちの遺言 宮崎幸島・サルと私の六十五年』祥伝社、2012
- 『私は、あなたを忘れない 〈聞き書き〉学生たちが記録した東日本大震災』真殿達共監修、麗澤大学聞き書きサークル編 麗澤大学出版会、2012
- 淡路恵子『死ぬ前に言っとこ』廣済堂出版、2014 ※淡路の没後に出版

### 翻訳
- フレッド・ローレンス・ガイルス『ジェーン・フォンダ華麗なる挑戦』長沢由美共訳　集英社、1983

## 参考
- ISBN 978-4-396-62088-2
- 小田豊二 PHP人名事典
- ２０１２年２月１１日　午前１０時〜１２時　講師：小田豊二さん 特定非営利法人ホームホスピス宮崎